# Neue Synagoge (Bjelovar)

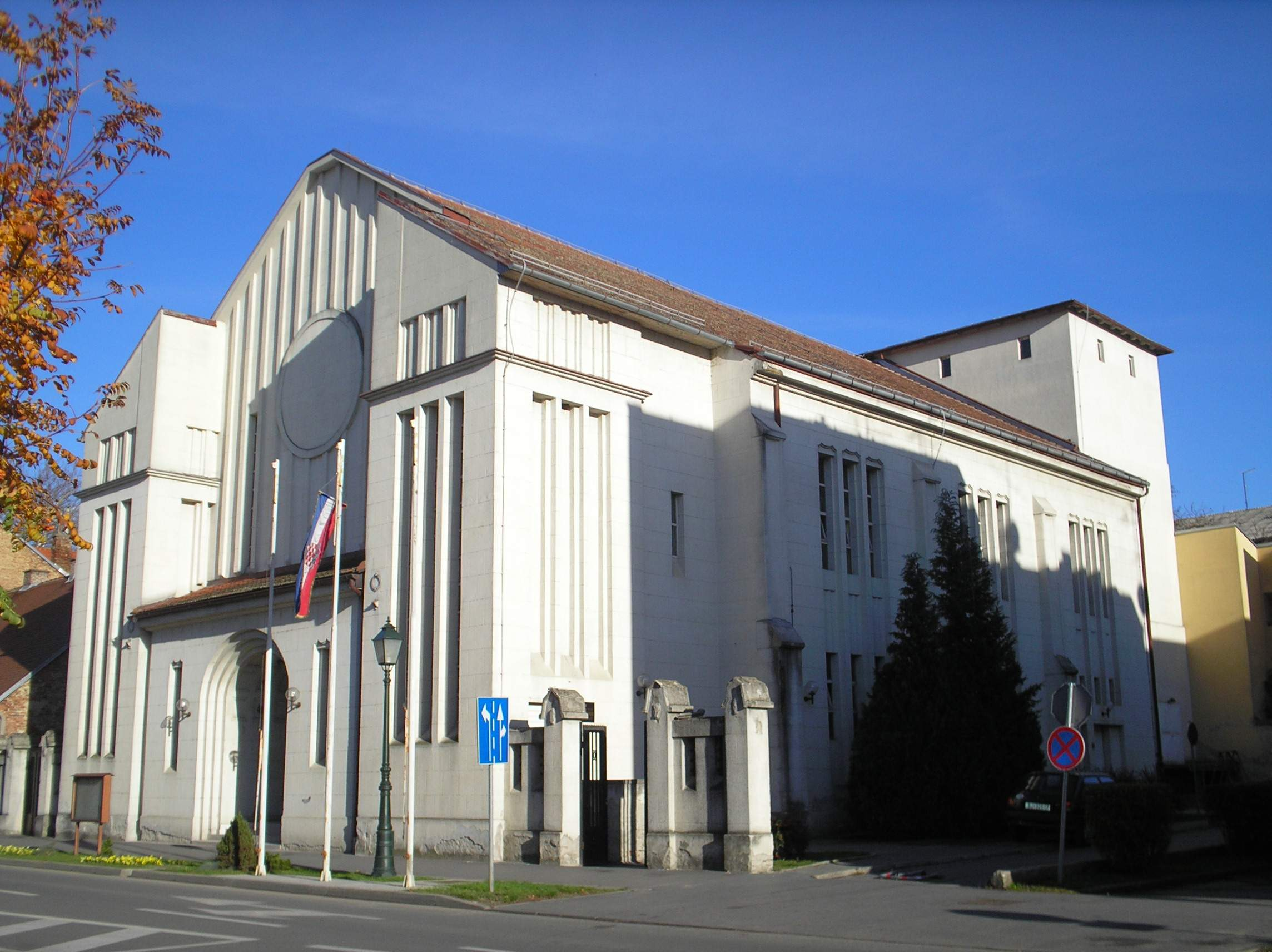
Neue Synagoge in Bjelovar (2008)

Die Neue Synagoge in Bjelovar, einer kroatischen Stadt in der Gespanschaft Bjelovar-Bilogora, wurde von 1913 bis 1917 errichtet. Sie ersetzte die kleinere Alte Synagoge.
Die Synagoge im Jugendstil wurde nach Plänen des Architekturbüros Hönigsberg & Deutsch unter Leitung des Architekten Otto Goldscheider erbaut. Am 15. August 1917 wurden feierlich die Thorarollen von der alten zur neuen Synagoge überführt. 
Die im Zweiten Weltkrieg ausgeraubte und demolierte Synagoge wurde in den 1950er Jahren zu einem Theater umgebaut. Seit den Renovierungen in den 2000er Jahren dient das Gebäude als Kulturhaus.